# Eramosa-Lagerstätte
Die Eramosa-Lagerstätte ist eine bedeutende Fossillagerstätte aus dem mittleren Silur (Wenlock) in der kanadischen Provinz Ontario. Sie zeichnet sich durch die außergewöhnliche Erhaltung von Weichteilfossilien sowie einer artenreichen marinen Flora und Fauna aus. Die Eramosa-Lagerstätte gilt als eine der vollständigsten Konservatlagerstätten des Silur weltweit und liefert wichtige Einblicke in marine Ökosysteme dieser Zeit.

## Geographische Lage
Koordinaten: 44° 45′ N, 81° 8′ W
Die Eramosa-Lagerstätte befindet sich auf der Bruce-Halbinsel zwischen dem Huronsee und der Georgian Bay im südlichen Ontario, Kanada. Die bedeutendsten Fundorte liegen nahe der Ortschaften Park Head, Hepworth und Wiarton entlang eines etwa 16 km langen Aufschlussgürtels der oberen Eramosa-Formation.

## Geologie

### Geologischer Rahmen
Die Fossillagerstätte ist Teil der Eramosa-Formation, die eine etwa 15 m mächtige Gesteinsabfolge aus dem mittleren Silur (Wenlock) ist. Sie gehört stratigraphisch zur Lockport Gruppe und stellt eine lagunäre Fazies des Riffsystems der Guelph-Formation dar.

### Entstehungsgeschichte
Die Lagerstätte umfasst mehrere Faziesbereiche eines hypersalinen bis vollmarinen Milieus mit wiederholten Wechselfolgen aus Dolomit, Kalkstein und bituminösen Schiefertonen. Geringe Strömungsenergie, eingeschränkter Sauerstoffgehalt, organischer Reichtum und fehlende Bioturbation sind die Grundlage für die außergewöhnlich Erhaltung. Diese reduzierten die Zersetzung und schufen Bedingungen für die frühe Einbettung und diagenetische Mineralisation. Oberhalb finden sich dann zunehmend Horizonte mit Bioturbation und autochthone Schalenfaunen, welche auf eine graduelle Entwicklung zu offenen marinen Bedingungen hindeuten.

### Datierung
Basierend auf biostratigraphischen Daten (z. B. Conodonten) und lithologischen Korrelationen wird der Eramosa-Lagerstätte ein Alter von 425 Ma zugewiesen. Diese Zeit gehört in das mittlere Silur, konkret in das Wenlock (Sheinwoodium).

## Taphonomie - Fossilerhaltung
Die Eramosa-Lagerstätte bietet eine Vielzahl an außergewöhnlich gut erhaltenen Fossilien in verschiedenen Erhaltungsformen.
Mehrere Organismen, darunter Skelette von Conodonten und heterostracide, sind durch primäres Calciumphosphat erhalten. Die ursprünglich kalkigen Hartteile von mariner Fauna, wie zum Beispiel Brachiopoden und Crinoiden, sind häufig entkalkt und durch Silizifizierung ersetzt worden. Zudem liegen silizische Schwämme heute entsilizifiziert vor. In höheren Schichten dominieren karbonisierte Überreste von ursprünglich skelettierten oder resistenten Geweben, dies weist auf fortgeschrittenere Zersetzungsprozesse hin.
Weichteile vieler Organismen wie Augen von Conodonten, Teile von Lobopoden und Eurypteriden sind als karbonisierte Filme erhalten. Analysen mittels energiedispersiver Röntgenspektroskopie (EDX) zeigen einen hohen Anteil an Weichteilüberresten in Kohlenstoff und Schwefel. Zudem kam es durch frühdiagenetische Phosphatisierung zu einer dreidimensionalen Erhaltung von Weichteilen, teilweise gibt es sogar erkennbare Muskelstrukturen.
Die Bedeutung der Eramosa-Lagerstätte kommt daher, dass sie Weichkörperorganismen und typische Hartschalenfaunen in einem gemeinsamen Sedimentationskontext enthält. Dadurch ist eine realistischere Rekonstruktion der damaligen Biodiversität möglich. Zudem liefert sie gute Beispiele geochemischer Prozesse, die zur Fossilerhaltung beigetragen haben.

## Funde

### Flora
Die pflanzlichen Überreste der Eramosa-Lagerstätte umfassen:
- Thallophyten
- Dasycladaceen
- Prasinophyten

Bei diesen handelt es sich um Algen, welche als Karbonfilme erhalten sind und eine marine Flora in einem flachen Meeresmilieu belegen.

### Fauna

#### Wirbellose
Von folgenden Wirbellosen wurden Fossilien gefunden:
- Anneliden (Ringelwürmer):
  - Eunicide Polychaeten: Hindenites parkheadensis
  - Aphroditiden-artige Polychaeten
  - Myoscolex
- Arthropoden (Gliederfüßer):
  - Eurypteriden (Meeresskorpione)
  - Phyllocaride: Ceratiocaris macroura, Ceratiocaris papilio
  - Xiphosuren (Hufeisenkrebse)
  - Ostrakoden: Leperditiid, Beyrichiid
  - Trilobiten
  - Branchiopoden
  - Lobopodier
  - Phyllocaridgänge (Spurenfossil)
- Mollusken (Weichtiere):
  - Brachiopoden: Rhynchonelliden, Meristelliden
  - Bivalven (Muscheln)
  - Gastropoden (Schnecken)
  - Cephalopoden
  - Conulariden: Cnidaria
  - Sphenothallus
- Echinodermen (Stachelhäuter):
  - Crinoiden (Seelilien)
  - Ophiuroideen (Schlangensterne)
  - Echinoideen (Seeigel)
- Porifera (Schwämme):
  - Demoschwämme: Choiide

- Graptolithen:
  - Monograptiden

#### Fische und Amphibien
Die Lagerstätte enthält sehr gut erhaltene Funde von Kieferlosen Fischen (Heterostraci), darunter vollständige Skelette mit Weichteilen sowie eine außergewöhnliche Anzahl gut erhaltener Conodonten mit Augenanlagen und Weichteilstrukturen.

#### Reptilien, Vögel und Säugetiere
Reptilien, Vögel und Säugetiere sind erst nach dem Silur entstanden und daher in der Eramosa-Lagerstätte nicht vertreten.

## Forschungsgeschichte

### Wissenschaftliche Ausgrabungen
Erste wissenschaftliche Erwähnungen der Fossilien stammen aus dem Jahr 1992 von Waddington und Rudkin. Intensive Ausgrabungen und Untersuchungen wurden dort dann ab 2001 durch Denis K. Tetreault begonnen. Viele der bedeutendsten Funde der Lagerstätte wurden in die Sammlung des Royal Ontario Museums aufgenommen. Arbeiten wurden aber auch durch die University of Toronto, die University of Western Ontario, die University of Windsor und die University of Leicester (UK) durchgeführt.

### Publikationen
Wichtige Veröffentlichungen zur Eramosa-Lagerstätte sind:
- Von Bitter et al. (2007): Eramosa Lagerstätte—Exceptionally preserved soft-bodied biotas with shallow-marine shelly and bioturbating organisms
- Collette und Rudkin (2010): Phyllocarid Crustaceans from the Silurian Eramosa Lagerstätte (Ontario, Canada); veröffentlicht im Journal of Paleontology
- Eriksson und Bitter (2015): Jaw-bearing polychaetes of the Silurian Eramosa Lagerstätte, Ontario, Canada; ebenfalls veröffentlicht im Journal of Paleontology